# Ngałang Lobsang Thubten Dżigme Gjaco
VII Demo Tulku Ngałang Lobsang Tubten Dżigme Gjaco (zm. 1819) – tybetański polityk i uczony.
Był mnichem z klasztoru Drepung Loseling. W 1808 roku został mianowany regentem w miejsce zmarłego Tacaka Ngałanga Gonpo. Po przedwczesnej śmierci IX Dalajlamy Lungtoka Gjaco kierował poszukiwaniami jego inkarnacji. Na początku 1819 r. rozpoczął przygotowania do intronizacji nowego dalajlamy. Kilka miesięcy później zmarł, zaraziwszy się ospą. Jego następcą na stanowisku regenta został lama z klasztoru Sera Me, Cemonling Dziampel Cultrim.

## Twórczość
- Ozdoba duchowego świata (biografia VIII Dalajlamy)
- rGyal-ba'i-dbah-po-t'ams-cad-mk'yen-pa-Blo-bzah-bstan-pa'i-'byuh-gnas-hag-dbah-Luh-rtogs-rgya-mts'o-bzah-po'i-zal-sha-nas-kyi-rnam-par-t'ar-pa-mdor-mts'cm-pa-dad-pa'i-yid-'p'rog (biografia IX Dalajlamy)[1]